# Karol Rafał
Karol Rafał, ps. Karol (ur. 15 września 1904 w Warszawie, zm. 8 maja 1951 tamże) – polski działacz komunistyczny.

## Życiorys
Syn Walentego, z zawodu był mechanikiem karoserii samochodowych. Od 1936 należał do Komunistycznej Partii Polski, był działaczem związkowym na warszawskiej Woli. Do wybuchu II wojny światowej pracował w fabryce „Gil i Wiśniewski”, podczas okupacji hitlerowskiej pracował na kolei jako konduktor. W 1942 wstąpił do Polskiej Partii Robotniczej i Gwardii Ludowej, brał udział w akcjach dywersyjnych i sabotażowych. Po wsypie w 1943 ukrywał się w Otwocku, gdzie współtworzył konspiracyjną Miejską Radę Narodową. Po wkroczeniu do Armii Czerwonej 29 lipca 1944 został sekretarzem Komitetu Miejskiego PPR, pod koniec roku został oddelegowany do pracy w Milicji Obywatelskiej. Pełnił stanowiska komendanta MO w Otwocku, Mińsku Mazowieckim, Garwolinie, Przasnyszu, Płońsku i Grodzisku Mazowieckim, a następnie był pracownikiem Komendy Wojewódzkiej Milicji Obywatelskiej. Odznaczony Srebrnym Krzyżem Zasługi. 
Pochowany na Cmentarzu Wojskowym na Powązkach (kw. A4-5-5).